# Port Bo de Calella
Port Bo de Calella, o el Portbò, es el barrio marítimo de Calella de Palafrugell, en el municipio de Palafrugell (Bajo Ampurdán). Es un conjunto histórico declarado como bien cultural de interés nacional. Incluye como elemento destacado el conjunto de las Vueltas protegido como bien cultural de interés local.

## Descripción
La playa del Port Bo es un barrio del pueblo de Calella de Palafrugell, el más meridional de los núcleos marítimos del término, entre la punta del Blanco y la de Forcats. Conserva el trazado original de las calles, de un gran tipismo, y los blancos edificios porticados en primera línea de mar, que quizá servían de cobijo de los aparejos de pesca, con las barcas varadas en la arena como testigos de una actividad pasada que aún perdura. Todo este conjunto es un ejemplo de arquitectura tradicional que conserva su encanto, al igual que la mayor parte de los edificios que flanquean las calles interiores.

El conjunto de las Vueltas se encuentra situado a la derecha del Port Bo, frente al mar. Se trata de cuatro edificios en la parte inferior de los cuales hay dos arcos de medio punto a cada uno, y un arco de la misma tipología en las bandas laterales, formando un espacio porticado. En el interior de este espacio hay un arco escarzano a cada medianera y vigas de madera. El conjunto se encuentra enfoscado y enlucido. Las Vueltas es el que da más carácter a la fachada marítima de Calella. Las vueltas de la calle Miramar son modernas y se construyeron a imitación de la arquitectura tradicional del lugar.
El entorno de protección del conjunto histórico incluye dos ámbitos situados en los dos extremos del conjunto que ocupan las zonas del Port Pelegrí y el Canadell, ya que estos sectores complementan visualmente el área del conjunto histórico. La zona del Port Pelegrí incluye un conjunto de casas que dan a la calle Estraban, así como las fachadas de las casas que van desde la calle Mediterráneo hasta la calle del Port Pelegrí y la zona que queda limitada por la calle de los Canyers. El entorno definido en la playa del Canadell incluye las casas con fachada a la calle Canadell y las edificaciones que cierran visualmente la playa por su extremo este.

## Historia
El barrio marítimo de Calella de Palafrugell, inicialmente ocupado por barracas de pescadores, comenzó a poblarse hacia finales del siglo XVIII. La playa de Port Bo fue al origen puerto natural de Palafrugell y se convirtió en un centro de actividad comercial y pesquera.
Las Vueltas de Calella de Palafrugell son de gran interés como muestra de arquitectura popular. Fueron utilizadas en otro tiempo para subastar el pescado, para coser redes, como lugar de vigía y de tertulia de los pescadores, etc. En la actualidad, una vez desaparecida la función del núcleo como pueblo de pescadores y transformado en un centro turístico, el espacio se utiliza como terraza y comedor de un restaurante.
En la plaza del Port Bo tienen lugar las tradicionales Cantadas de Habaneras de Calella de Palafrugell.